# Isabella Castillo
Isabella Castillo Díaz (La Habana, 23 de diciembre de 1994) es una actriz, cantautora, presentadora y modelo cubana-estadounidense. Se hizo conocida por interpretar el personaje principal Graciela "Grachi" Alonso de la serie de Nickelodeon Latinoamérica Grachi. Ha lanzado varias canciones con la banda sonora de Grachi y el 23 de abril de 2013 se lanzó su primer disco como solista titulado Soñar no cuesta nada.

## Biografía
Isabella Castillo Díaz nació el 23 de diciembre de 1994 en La Habana, Cuba, en una familia musical: su madre Delia Díaz de Villegas es una cantante conocida en la comunidad cubana, su padre José Castillo es un percusionista y su hermana Giselle Castillo se graduó de la universidad en Educación Musical. En 1998 se mudó a Miami, Florida (Estados Unidos), después de pasar un breve periodo de tiempo en Belice. A la edad de 5 años decidió que quería cantar en un espectáculo de su madre, impresionando a los espectadores con su voz. Ella tomó la voz, la danza y clases de actuación en la Musical Procenter, ganando cuatro veces el Gran Premio en la Youth Fair de la Universidad Internacional de Florida.
El 26 de marzo de 2005, ganó el primer premio en la categoría de niños cantantes más prometedores durante el USA World Showcase en el MGM Grand de Las Vegas y el 15 de julio subió al escenario del Manuel Artime Theater de Miami en el musical Fantasía en Disney; también participó en la carrera Best New Talent en Los Ángeles y en el concierto que la Embajada de Israel ofreció a los residentes estadounidenses de origen cubano. En 2007 recibió el reconocimiento Magnet Outstanding Performance a la South Miami Middle Community School y fue invitada para honrar a Shimon Peres, el nuevo presidente electo del estado de Israel. Convencida por el productor de la madre, Óscar Gómez, comenzó un curso intensivo de actuación con la actriz cubana Lili Rentería en preparación para la audiencia a Madrid para el musical El diario de Ana Frank - Un canto a la vida; trasladada a España con sus padres, después de tres rondas de audiciones obtuvo el papel principal. El musical le hizo ganar el Premio Gran Vía a la Mejor Revelación en un Musical. Cuando terminó el musical, regresó a los Estados Unidos a desempeñar el papel de Andrea Girón en El fantasma de Elena con Telemundo, compartiendo créditos con reconocidos actores como Ana Layevska, Fabián Ríos, Segundo Cernadas, Maritza Bustamante, Katie Barberi y Elizabeth Gutiérrez.
Tras el final de El fantasma de Elena, Castillo obtuvo el papel de la protagonista para la nueva producción de Nickelodeon Latinoamérica Grachi, interpretando al personaje del título. Por su trabajo en la serie, Castillo ganó 7 Nickelodeon Kids Choice Awards de diversos países, tales como México, Argentina, Brasil y Estados Unidos. En febrero de 2012, después de haber terminado de grabar la segunda temporada de Grachi, viaja a través de América Latina con Grachi: El show en vivo, el cual ya había tenido presentaciones en México y, en julio de 2012, en Argentina. El 18 de junio de 2012, Nickelodeon confirmó que habría una tercera y última temporada de Grachi, que se estrenó desde el 4 de marzo hasta el 10 de mayo de 2013.
El 21 de febrero de 2013 firmó contrato con Warner Music Group y el 23 de abril lanzó su primer disco como solista, Soñar no cuesta nada. En julio se embarcó en una gira de promociones por varios países latinoamericanos.
En 2014 Castillo incursionó en el modelaje portando la línea "Ixoye" de Rosita Hurtado para la colección "Viva México". En septiembre el cantante y actor Patricio Arellano lanzó en su canal de YouTube "Que duermas conmigo", una canción a dúo con ella la cual también fue incluida en su último álbum. El 20 de octubre se confirmó a Isabella Castillo en el elenco de la telenovela de Telemundo Tierra de reyes interpretando un doble papel como Alma Gallardo y Verónica Saldivar, que fue transmitida desde el 2 de diciembre de 2014 hasta el 27 de julio de 2015: para la telenovela, ella cantó la canción Lo que siento por ti. En agosto se anunció a Castillo como parte del elenco de la telenovela juvenil de Telemundo ¿Quién es quién?, segunda adaptación de la telenovela chilena Amores de mercado.
En 2016 obtiene el papel antagónico del androide Luz en la serie colombiana de Nickelodeon Yo soy Franky, para la segunda parte de la segunda temporada.
El 24 de mayo de 2017, se anunció que sería una de los protagonistas de la telenovela Vikki RPM. En el año 2019, interpretó a Amelia Rivera en la serie Club 57 de Nickelodeon.
Para 2019, se anunció que participaría en la serie El Señor de los Cielos para su séptima temporada, en el rol de Diana Ahumada, rol que continuará realizando para su octava temporada que saldrá al público en 2023.
También en 2023, el 7 de abril en Estados Unidos y el 12 de abril en México, se estrenó su primera película, La Usurpadora: The Musical.

## Vida personal
En una entrevista con People en Español en abril de 2019, Isabella Castillo anunció que estaba comprometida con el actor chileno Matías Novoa, conocido en el set de la sexta temporada de El Señor de los Cielos, con quien formaba pareja oficialmente desde el septiembre anterior. Castillo y Novoa se casaron en ceremonia civil el 10 de mayo de 2019. El 31 de octubre de 2021 anunciaron su divorcio. En abril de 2024, Isabella Castillo anunció su relación con el actor español Cristian Gamero, conocido en la novena temporada de El Señor de los Cielos.

## Filmografía

### Televisión
| Año       | Título                    | Personaje                                          | Notas                               | Cadena                    |
| --------- | ------------------------- | -------------------------------------------------- | ----------------------------------- | ------------------------- |
| 2010−2011 | El fantasma de Elena      | Andrea Girón Santander                             | Papel secundario                    | Telemundo                 |
| 2011−2013 | Grachi                    | Graciela «Grachi» Alonso                           | Protagonista                        | Nickelodeon Latinoamérica |
| 2014−2015 | Tierra de reyes           | Alma Reina Gallardo León / Verónica Saldívar Luján | Elenco principal                    | Telemundo                 |
| 2015−2016 | ¿Quién es quién?          | Tania Sierra                                       | Elenco principal                    | Telemundo                 |
| 2016      | Yo soy Franky             | Luz / Sofía                                        | Antagonista estelar                 | Nickelodeon Latinoamérica |
| 2017      | Vikki RPM                 | Roxana «Rox» Cruz                                  | Elenco principal                    | Nickelodeon Latinoamérica |
| 2017      | Milagros de Navidad       | Marina Hernández                                   | Episodio: «Un milagro en la cocina» | Telemundo                 |
| 2018−2024 | El Señor de los Cielos    | Diana Ahumada                                      | Elenco principal                    | Telemundo                 |
| 2018      | El recluso                | Linda Morris                                       | Elenco principal                    | Telemundo                 |
| 2019-2021 | Club 57                   | Amelia Maria Rivera                                | Elenco principal                    | Nickelodeon Latinoamérica |
| 2021      | Malverde: el santo patrón | «La China» Navajas                                 | Elenco principal                    | Telemundo                 |
| 2024-2025 | Sed de venganza           | Fernanda Ríos / Regina Castaño                     | Antagonista                         | Telemundo                 |

### Cine
| Año  | Título                     | Personaje          | Notas        |
| ---- | -------------------------- | ------------------ | ------------ |
| 2023 | La Usurpadora: The Musical | Valeria / Victoria | Protagonista |

## Teatro
| Año  | Título                                      | Rol                      | Teatro                       |
| ---- | ------------------------------------------- | ------------------------ | ---------------------------- |
| 2005 | Fantasía en Disney                          | Ella misma               | Manuel Artime Theater, Miami |
| 2008 | El diario de Ana Frank - Un canto a la vida | Ana Frank                | Teatro Calderón, Madrid      |
| 2012 | Grachi: El show en vivo                     | Graciela «Grachi» Alonso | Varios                       |
| 2015 | Tacones enanos                              |                          | Micro Teatro, Miami          |

## Discografía

### Álbumes

#### Álbumes de estudio
| Soñar no cuesta nada                                                        | - Lanzamiento: 23 de abril de 2013 - Formatos: CD, digital download - Discográfica: Warner Music Latina | — | — | — | — | 15 | 2 | — | 1 | 15 |
| «—» indica que el álbum no fue lanzado o no se posicionó en ese territorio. | |   |   |   |   |    |   |   |   |    |

#### Álbumes en bandas sonoras
| Título                                                 | Detalles del álbum                                                                  | Posiciones más altas | Posiciones más altas | Posiciones más altas | Posiciones más altas | Posiciones más altas | Posiciones más altas | Posiciones más altas | Posiciones más altas | Posiciones más altas | Certificaciones |
| Título                                                 | Detalles del álbum                                                                  | MÉX                  | ARG Pop              | BRA                  | COL                  | LA                   | MÉX Pop              | PER                  | VEN                  | US                   | Certificaciones |
| ------------------------------------------------------ | ----------------------------------------------------------------------------------- | -------------------- | -------------------- | -------------------- | -------------------- | -------------------- | -------------------- | -------------------- | -------------------- | -------------------- | --------------- |
| Grachi: La vida es maravillosamente mágica             | Lanzamiento: 7 de junio de 2011 Discografía: EMI Formato: CD, descarga digital      | 20                   | 4                    | 8                    | 3                    | —                    | 6                    | —                    | —                    | —                    |                 |
| Grachi: La vida es maravillosamente mágica (volumen 2) | Lanzamiento: 30 de junio de 2012 Discografía: EMI Formato: CD, descarga digital     | 1                    | 6                    | 3                    | —                    | —                    | 8                    | —                    | 7                    | —                    |                 |
| Vikki RPM                                              | Lanzamiento: 4 de agosto de 2017 Discografía: Nickelodeon Formato: descarga digital | —                    | —                    | —                    | —                    | —                    | —                    | —                    | —                    | —                    |                 |
| Club 57                                                | Lanzamiento: 8 de noviembre de 2019 Discografía: Sony Formato: descarga digital     | —                    | —                    | —                    | —                    | —                    | —                    | —                    | —                    | —                    |                 |

### Sencillos

#### Como artista principal
| «Grachi»                                                                        | 2011 | — | — | —  |  | Grachi: La vida es maravillosamente mágica             |
| «Tú Eres Para Mí»                                                               | 2011 | — | — | —  |  | Grachi: La vida es maravillosamente mágica             |
| «Magia»                                                                         | 2012 | — | — | —  |  | Grachi: La vida es maravillosamente mágica (volumen 2) |
| «Amor de Película»                                                              | 2012 | — | — | —  |  | Grachi: La vida es maravillosamente mágica (volumen 2) |
| «Alma En Dos»                                                                   | 2013 | — | — | —  |  | Soñar no cuesta nada                                   |
| «Me Enamoré»                                                                    | 2013 | — | — | —  |  | Soñar no cuesta nada                                   |
| «Soñar no cuesta nada»                                                          | 2013 | 1 | — | 15 |  | Soñar no cuesta nada                                   |
| «Esta Canción»                                                                  | 2013 | 3 | — | 11 |  | Soñar no cuesta nada                                   |
| «Que duermas conmigo» (feat. Patricio Arellano)                                 | 2014 | — | — | —  |  | Romeo                                                  |
| «Luz»                                                                           | 2017 | — | — | —  |  |                                                        |
| «Juntos correr»                                                                 | 2017 | — | — | —  |  |                                                        |
| «Buscaré la manera»                                                             | 2017 | — | — | —  |  |                                                        |
| "—" Significa que el sencillo no alcanzó a posicionar o que no fue posicionado. |      |   |   |    |  |                                                        |

## Premios y nominaciones
| Año  | Premiación                                              | Categoría                                  | Trabajo                                     | Resultado |
| ---- | ------------------------------------------------------- | ------------------------------------------ | ------------------------------------------- | --------- |
| 2005 | Usa World Showcase                                      | Most Promising - Children Singing Division | Ella misma                                  | Ganadora  |
| 2007 | South Miami Middle Community School Center for the Arts | Magnet Oustanding Performance              | Ella misma                                  | Ganadora  |
| 2009 | Premio Gran Vía                                         | Mejor Revelación en un Musical             | El Diario de Ana Frank - Un Canto a la Vida | Ganadora  |
| 2011 | Kids Choice Awards México                               | Personaje Femenino Favorito de Una Serie   | Grachi                                      | Ganadora  |
| 2011 | Kids Choice Awards Argentina                            | Revelación en TV                           | Grachi                                      | Nominada  |
| 2012 | Kids Choice Awards                                      | Artista Latino Favorito                    | Grachi                                      | Ganadora  |
| 2012 | Kids Choice Awards México                               | Actriz Favorita                            | Grachi                                      | Nominada  |
| 2012 | Kids Choice Awards Argentina                            | Actriz Favorita                            | Grachi                                      | Ganadora  |
| 2012 | Meus Prêmios Nick                                       | Actriz Favorita                            | Grachi                                      | Ganadora  |
| 2012 | Meus Prêmios Nick                                       | Personaje de TV Favorito                   | Grachi                                      | Ganadora  |
| 2013 | Kids Choice Awards                                      | Artista Latino Favorito                    | Grachi                                      | Ganadora  |
| 2013 | Kids Choice Awards México                               | Actriz Favorita                            | Grachi                                      | Nominada  |
| 2013 | Kids Choice Awards México                               | Solista Latino Favorito                    | Ella misma                                  | Nominada  |
| 2013 | Kids Choice Awards Argentina                            | Artista o Grupo Latino Favorito            | Ella misma                                  | Ganadora  |
| 2013 | Premios TKM                                             | Cantante Femenina TKM                      | Ella misma                                  | Nominada  |
| 2013 | Premios TKM                                             | Disco TKM                                  | Soñar no cuesta nada                        | Nominado  |
| 2013 | Premios TKM                                             | Canción TKM                                | «Esta canción»                              | Nominada  |
| 2017 | Kids Choice Awards México                               | Actriz Favorita                            | Yo soy Franky                               | Ganadora  |
| 2017 | Kids Choice Awards Colombia                             | Villano Favorito                           | Yo soy Franky                               | Ganadora  |
| 2017 | Kids Choice Awards Argentina                            | Villano Favorito                           | Yo soy Franky                               | Ganadora  |
| 2017 | Kids Choice Awards Argentina                            | Chica Trendy                               | Yo soy Franky                               | Nominada  |
| 2017 | Kids Choice Awards Argentina                            | Ship Nick (con Leo Deluglio)               | Vikki RPM                                   | Ganadores |